# Wataru Morišige
Wataru Morišige (japonsky 森重航, Morišige Wataru; * 17. července 2000 Becukai, Japonsko) je japonský rychlobruslař.
V roce 2019 poprvé závodil ve Světovém poháru juniorů, roku 2020 se také představil na juniorském světovém šampionátu. V seniorském Světovém poháru začal startovat v listopadu 2021. Na Zimních olympijských hrách 2022 získal v závodě na 500 m bronzovou medaili a na dvojnásobné distanci byl šestnáctý.